# روابط مالزی و مصر
روابط مالزی و مصر (انگلیسی: Egypt–Malaysia relations) روابط بین‌الملل بین مصر و مالزی می‌باشد. سفارت مصر در کوالا لامپور بوده و سفارت مالزی در قاهره قرار دارد.

## تاریخچه
از سال ۱۹۵۷، به خاطر اینکه تعداد زیادی دانشجوی مالزی در حال تحصیل در دانشگاه الازهر هستند، روابط خوبی بین دو کشور برقرار بوده است.